# Primer Banco de los Estados Unidos
El Primer Banco de los Estados Unidos (First Bank of the United States) fue una institución bancaria establecida legalmente en 1791 por el Congreso de esa nación. Fue ideado por Alexander Hamilton para saldar las deudas que tenía el país desde la Guerra de Independencia y para establecer una moneda estable. Su creación tuvo la oposición de Thomas Jefferson y se vio envuelto en un prolongado debate sobre su constitucionalidad entre los partidos Federalista y Demócrata-Republicano.
Este banco nacional jugó un papel inesperado pero benéfico al prevenir que los bancos estatales del sector privado extralimitaran su capacidad de crédito, restricción que algunos consideraron como un agravio a los derechos de los estados. Mientras tanto los populistas agrarios identificaron a la institución como una entidad de provecho y riqueza, un enemigo de la democracia y los intereses de la gente común. Las discrepancias sobre los asuntos del banco se acrecentaron de tal manera que su decreto no pudo ser renovado en 1811. Las críticas en contra de la organización alcanzaron su punto más alto durante la administración del presidente Andrew Jackson.

## Un paraíso para los especuladores
Para la última década del siglo XVIII en los Estados Unidos había solo tres bancos, pero existían más de cincuenta monedas en circulación de distintos países, moneda inglesa, francesas, española, portuguesa, vales emitidos por estados, ciudades, tiendas, empresas de las grandes ciudades. Los valores de estas monedas fueron tremendamente inestables, lo que lo convierten en un paraíso para los especuladores de divisas, indiferentes políticamente a la floreciente incertidumbre. Además, el valor y el tipo de cambio fue casi siempre obsoletos o desconocido por la parte acordada en recibirlo, en especial los para los habitantes distantes, las distancias y caminos primitivos, como la ausencia de la tecnología en las comunicaciones, hacia que los valores sean desconocido, las transacciones eran incognoscible.
Los partidarios de que se creara un banco sostuvieron que era necesario para que la nación creciera y prosperase, y era una norma universalmente aceptada moneda y esto lo mejor sería proporcionada por una Casa de la Moneda de Estados Unidos, con la ayuda y el apoyo de un banco nacional y un impuesto.

## Uno de los tres

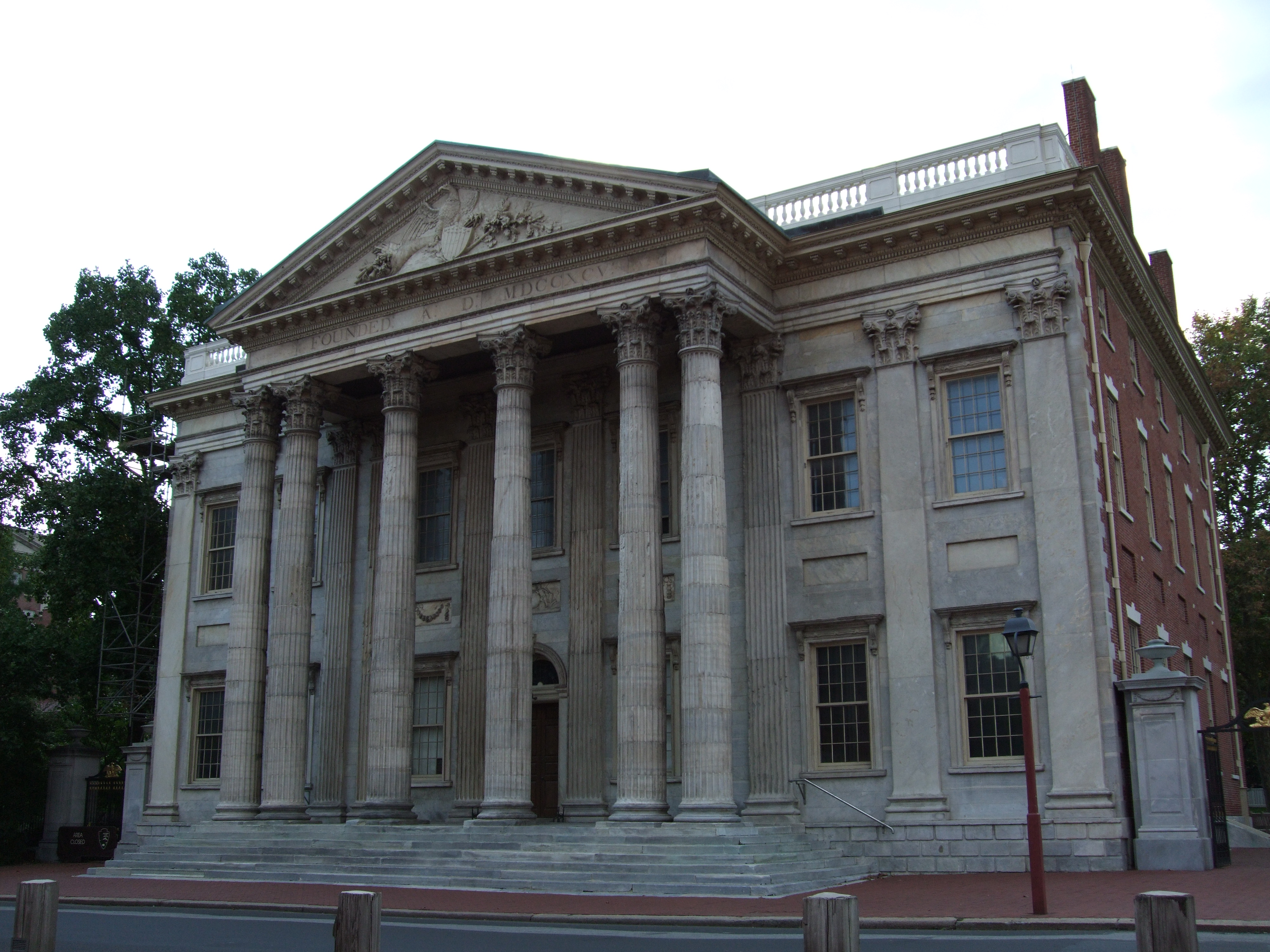
Banco está ubicado en 116 South Third Street, Filadelfia, Pensilvania.

En 1791, el Banco de los Estados Unidos, a veces denominado "El Primer Banco de los Estados Unidos", fue propuesto y llevado a cabo bajo el apoyo del primer Secretario del Tesoro Alexander Hamilton.
Una vez creada la edificación y teniendo en mente crear los impuestos, el propósito del proyecto de banco de Hamilton era:
- Establecimiento de orden financiero, era claridad y la prioridad en el recién formado de Estados Unidos.
- Establecimiento de crédito para el país y el extranjero para la nueva nación.
- Para resolver el problema de circulación de dinero fiduciario, y de la divisa Continental emitida por el Congreso Continental inmediatamente antes y durante la Guerra de Independencia de los Estados Unidos.

Junto a un estudiante del Ministerio de Hacienda, el francés Jacques Necker y su homólogo británico de Hacienda Robert Walpole, Hamilton ya había hecho realidad un banco para el país entero, no solo para las secciones o estados.
Según el plan presentado a la primera sesión del Primer Congreso, Hamilton propuso la creación de la financiación inicial para el Banco de los Estados Unidos a través de la venta de 10 millones de dólares en acciones de las cuales el gobierno de Estados Unidos compraría los primeros $ 2 millones en acciones. Debido a que gobierno de los EE.UU no contaba en ese entonces con 2 millones de dólares, Hamilton propuso que el gobierno comprará acciones con el dinero que le prestó al Banco, el préstamo se pagaría en diez cuotas anuales iguales.
Los restantes $ 8 millones de acciones estaría disponible para el público, tanto en los Estados Unidos y como para el extranjero. El requisito principal de estas compras no gubernamentales es que una cuarta parte del precio de compra habría que pagar en oro o plata, el saldo restante puede ser pagado en bonos, vales aceptable, etc.
Continuamente por insistir en estas condiciones, el Banco de los Estados Unidos podría técnicamente poseer $ 500,000 en dinero real y podría conceder préstamos, capitalizado al límite de 10 millones de dólares. Sin embargo, a diferencia del Banco de Inglaterra y el banco de Hamilton, gran parte de su inspiración, la función primaria del Banco sería comercial y los intereses privados. Las actividades que deben participar en nombre del gobierno federal a un depositario de los impuestos recaudados, haciendo préstamos a corto plazo al gobierno para cubrir real o potencial de las diferencias de ingresos temporales, que actúa como un sitio para la celebración de las dos entradas y salidas de dinero.
Había otras condiciones no negociables para el Banco de los Estados Unidos. Entre estos fueron los siguientes:
- Que el Banco iba a ser una empresa privada.
- Que el Banco tendría una lapso de veinte años a partir de 1791 a 1811, el Congreso sería quien renueve o deniegue la renovación del banco y sus estatutos, sin embargo, durante ese tiempo ningún otro banco federal podría estar autorizado; los estados tendrían la libertad de crear bancos interestatales.
- Que el Banco para evitar cualquier apariencia de deshonestidad:

1. Se prohíbe comprar los bonos del gobierno.
2. Tienen una rotación obligatoria de los directores.
3. No incurrir en deudas más allá de su actual capitalización.

- Que los accionistas extranjeros que residan o no en los Estados Unidos, no se les permitiría votar en las decisiones del Banco de los Estados Unidos.
- Que el Secretario del Tesoro tendría libertad para eliminar los depósitos del gobierno, inspeccionar los libros, y exigir declaraciones sobre la condición de los bancos una vez a la semana.[4]

Para garantizar el buen cumplimiento a las exigencias actuales y futuras de sus cuentas gubernamentales, el Banco requiere una fuente de financiación adicional para los pagos de intereses sobre el Estado asumió deudas comienzan a caer debido a finales de 1791 ... los pagos requeriría $ 788,333 al año, y que otros 38.291 dólares se necesita para cubrir las deficiencias en los fondos que habían sido consignados para los compromisos existentes.
Para lograr este objetivo, Hamilton repite una sugerencia que había hecho casi un año antes - aumento del derecho de importación de bebidas alcohólicas, además de aumentar el impuesto al whisky destilado en el país y otros licores. Este fue el origen de la Rebelión del Whiskey.

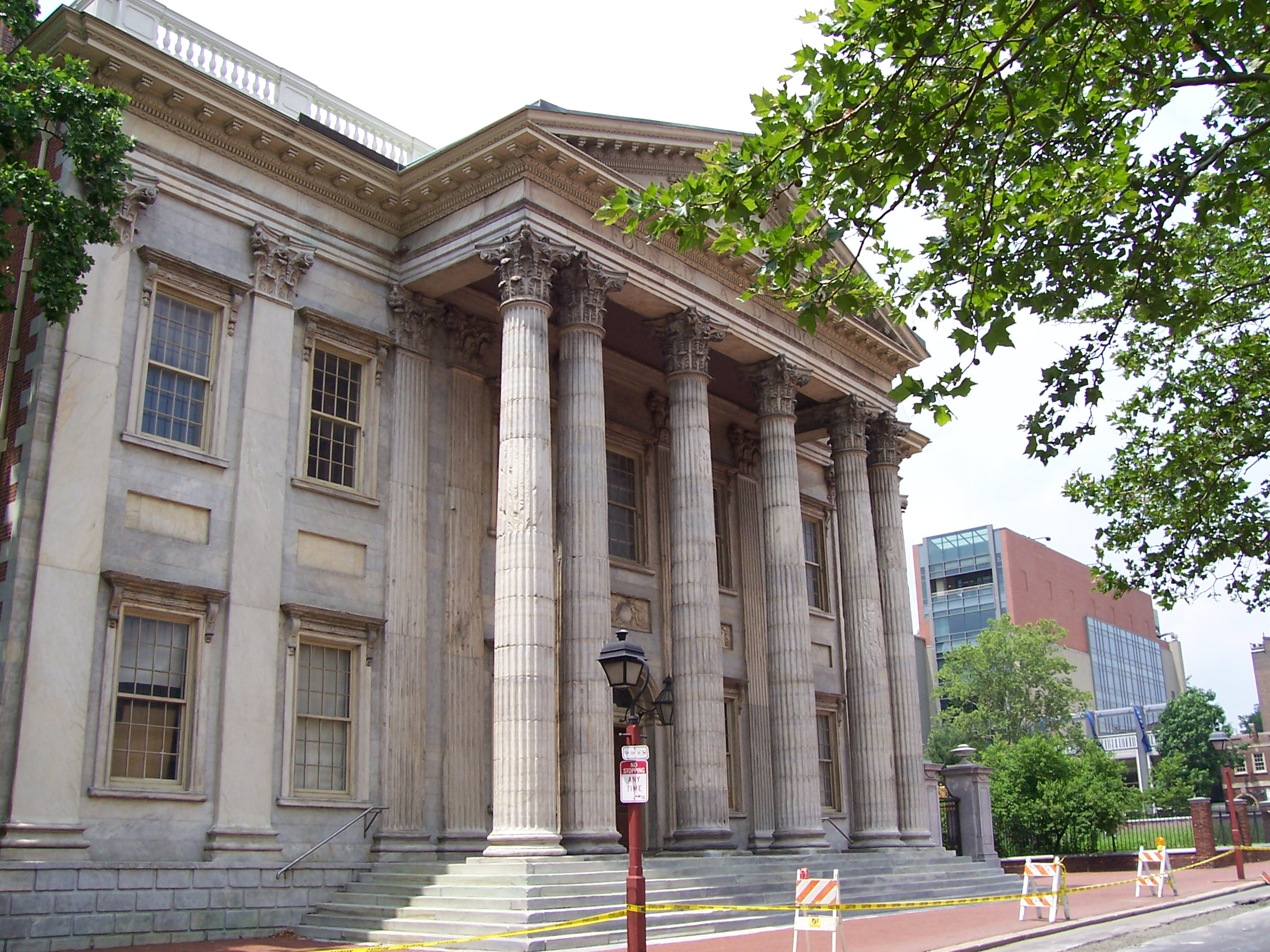
Primer Banco de los Estados Unidos, en Filadelfia, Pensilvania.